# Tommy Vercetti
Thomas "Tommy" Vercetti är en fiktiv figur, vars röst görs av Ray Liotta, i Grand Theft Auto-videospelsserien. Han fungerar som huvudperson, antihjälte och rollperson i videospelet Grand Theft Auto: Vice City, där han uppkommer som ledare över sin egen kriminella organisation.
Tommy Vercetti har vid spelets början suttit 15 år i fängelse för den så kallade Harwood-massakern, då Tommy 1971 sköt elva medlemmar av en rivaliserande maffiafamilj i området Harwood i Liberty City, Portland. När han senare släpps ur fängelset vågar inte familjens överhuvud Sonny Forelli ha honom kvar i Liberty City utan skickar honom till Vice City i Florida för att genomföra ett kokainköp. Affären avbryts abrupt när ett gäng svartklädda män öppnar eld mot Tommys män och säljaren. Tommy räddar sig själv genom att kasta sig in i advokaten Ken Rosenbergs bil, men måste lämna kvar pengarna, kokainet och sina två underhuggare, Harry och Lee, som dödas. I efterspelet till incidenten får Ken fram namnet på en tjallare som i sin tur ger Tommy namnet på en av de inblandade. I en konfrontation mellan Tommy och denne man utväxlas slag och sparkar och det hela slutar med att mannen dör. Det krävs dock många efterforskningar innan den verklige hjärnan bakom bakhållet avslöjas - Ricardo Diaz, en colombiansk drogbaron. Tillsammans med den mystiske Lance Vance, som söker hämnd för sin bror (dog i bakhållet), infiltrerar Tommy Diaz organisation för att få tillbaka sina pengar.
De jobbar upp sig i Diaz gäng, men Lance är dock för ivrig och försöker hämnas själv. Efter detta inser Diaz att de är förrädare, och i sista stund lyckas Tommy och Lance mörda honom innan han hinner före. Därmed är Tommy den nye drogbaronen i Vice City och lyckas bygga upp ett brottsimperium byggt på droger, porrfilm, nattklubbar, taxi, falskmynteri, bankrån, båtar och bilar. När Sonny ser Tommys framgångar kommer han ner från Liberty City för att ta över allt. Han allierar sig med Lance, som känner att Tommy har tappat respekten för honom. Efter att Sonny aggressivt har hävdat att han äger Tommy blir han dödad, och Lance likaså.
Det sista man får se av Tommy är att han och Ken planerar hur de skall ta över ännu mer. I Grand Theft Auto: San Andreas får man dock veta att Tommy senare tröttnade på Kens extrema kokainmissbruk och kastade ut honom.